# عشب الربيع الدريجي
عشب الربيع الدريجي (الاسم العلمي:Anthoxanthum dregeanum) هو نوع من النباتات يتبع جنس عشب الربيع من الفصيلة النجيلية.